# Северна офанзива (Гражданска война в Испания)
Северната офанзива е кампания от Гражданската война в Испания, в която националистическите сили побеждават и окупират части от Северна Испания.
Кампанията включва няколко отделни битки. Бискайската кампания води до загубата на Страната на баските, която все още се държи от Републиката и Билбао, най-големият испански индустриален център. Тази част от кампанията включва бомбардировките на Герника и Дуранго.
Битката при Сантандер причинява загубата на провинция Сантандер в Кантабрийска Стара Кастилия за републиката. Битката при Ел Мазуко води до превземането на контролираната от републиканците част от Астурия и падането на Хихон, последната северна крепост на републиката, в ръцете на националистите. Кампанията завършва на 21 октомври 1937 г. с решителна и пълна победа за националистите.

## Начало
Емилио Мола командва началото на тази офанзива на 31 март 1937 г., но той загива при самолетна катастрофа на 3 юни 1937 г. Националистите започват атаката с 50 000 души от 61-ва на Солчага. Северната републиканска армия е командвана от генерал Франсиско Лано де ла Енкомиенда, което е началото на Бискайската кампания. Националистическата офанзива започва на 31 март и същия ден Легион „Кондор“ бомбардира град Дуранго с 250 убити цивилни. Наварските войски атакуват град Очандиано и на 4 април го окупират след тежки битки. След това Мола решава да спре настъплението поради лошо време.
На 6 април националистическото правителство в Бургос обявява блокадата на баските пристанища, но някои британски кораби акостират в Билбао. На 20 април националистите продължават офанзивата си и окупират Елгета след тежка артилерийска бомбардировка. Същия ден Легион „Кондор“ бомбардира Герника. Баските се оттеглят до линията на Железния пояс и на 30 април италианците окупират Бермео, но националистическият боен кораб „España“ е потопен от мина.
Републиканското правителство решава да изпрати 50 самолета в Билбао и започва две офанзиви срещу Уеска и Сеговия, за да спре настъплението на националистите, но и двете се провалят. На 3 юни Мола е заменен от Давила. На 12 юни националистите започват своето нападение над Железния пояс и след тежки въздушни и артилерийски бомбардировки влизат победоносно в Билбао на 19 юни.

## Битката при Сантандер
След падането на Билбао републиканското правителство решава да започне офанзива срещу Брунете, за да спре офанзивата на националистите на север на 6 юли, но до 25 юли офанзивата приключва. Републиканските войски в Кантабрия са с нисък морал и баските войници не искат да спрат битката. На 14 август националистите започват настъпление срещу Кантабрия с 90 000 души, 25 000 от които италианци, и 200 самолета на армията на Севера. На 17 август италианците окупират прохода Ел Ескудо и обкръжават 22 републикански батальона в Кампо, Кантабрия. На 24 август баските войски се предават на италианците при Сантоня, а републиканските войски бягат от Сантандер. На 26 август италианците окупират Сантандер, а до 1 септември националистите завземат почти цяла Кантабрия. Националистите пленяват 60 000 души, най-големият брой по време на войната.

## Астурийска кампания
След неуспешната офанзива на републиканците срещу Сарагоса, националистите решават да продължат настъплението си срещу Астурия. Националистите имат огромно числено (90 000 души срещу 45 000) и материално (повече от 200 самолета срещу 35) превъзходство, но републиканската армия в Астурия е по-добре организирана, отколкото в Сантандер, а трудният терен осигурява отлични отбранителни позиции. По време на битката при Ел Мазуко 30 000 наварски войници, водени от Солчага и подкрепени от Легион „Кондор“ превземат долината Ел Мазуко и критичните близки планини (Пена Бланка и Пико Турбина), които са отбранявани от 5 000 републикански войници след 33 дни на кървава битка.
На 14 октомври националистите разбиват републиканския фронт, а на 17 октомври републиканското правителство нарежда да се започне евакуацията на Астурия. Националистическите кораби обаче блокират пристанищата на Астурия и само няколко военни командири (Адолфо Прада, Галан, Белармино Томас) успяват да избягат. До 21 октомври националистите окупират Хихон и приключват завладяването на северната зона.

## Последици
Със завладяването на Севера националистите контролират 36% от испанското индустриално производство, 60% от производството на въглища и цялото производство на стомана. Освен това повече от 100 000 републикански пленници са принудени да се присъединят към националистическата армия или да бъдат пратени в трудови батальони. Републиката губи армията на Севера (повече от 200 000 войници) и дотогава пълната военна победа на Републиката във войната става невъзможна. След това Франко решава да започне нова офанзива срещу Мадрид, но Висенте Рохо, лидерът на Републиканската армия, започва отклоняваща офанзива в Арагон, битката при Теруел.